# 9.ª División Panzer
La 9.ª División Panzer fue una división Panzer del Ejército alemán, activa durante la Segunda Guerra Mundial. Formada en el año 1940 a partir de la 4.ª División Ligera, participó en las principales campañas de ese conflicto, tales como la batalla de Francia, la campaña de los Balcanes, la operación Barbarroja, la batalla de Kursk, la batalla de Normandía y la contraofensiva de las Ardenas. En el transcurso de dichas operaciones sufrió grandes pérdidas y encontraron la muerte o fueron heridos varios de sus comandantes. Sus restos se rindieron ante los norteamericanos en la bolsa del Ruhr en 1945.

## Orígenes
Tras la anexión de Austria, el Ejército alemán incorporó tropas austríacas y formó con ellas la 4.ª División ligera (4. leichte Division en alemán) con cuarteles en Viena. Su primer jefe fue el austriaco Alfred Ritter von Hubicki, quien había servido en el ejército de su país hasta la anexión.
Ante la inminencia del ataque a Polonia, la 4.ª División Ligera de Hubicki fue asignada al XVIII Cuerpo de Ejército, en el flanco derecho alemán. Partiendo desde Eslovaquia, el XVIII Cuerpo de Ejército invadió la Galitzia polaca; la 4.ª División Ligera combatió en el río San y el Vistula, y estableció una cabeza de puente sobre el Bug para luego contribuir a cerrar la tenaza contra las fuerzas polacas atrapadas en el centro del país. Entre el 18 y el 20 de septiembre se enfrentó con la brigada mecanizada Warsawa y otras fuerzas blindadas polacas que intentaban romper el cerco alemán; en esa situación debió ser reforzada por la 2.ª División Panzer para poder contener al enemigo. Tras la campaña retornó a Viena.
El desempeño de las divisiones ligeras en Polonia no convenció a los alemanes, quienes decidieron convertirlas en divisiones acorazadas. Siguiendo esta directiva, las divisiones ligeras 1.ª, 2.ª y 3.ª fueron convertidas en divisiones panzer en octubre de 1939, y la 4. leichte Division siguió el mismo destino en febrero de 1940, siempre bajo el mando de Hubicki.

## Historial en la Segunda Guerra Mundial

### Holanda
La 9.ª División Panzer fue destinada al 18.º Ejército, destinado a atacar Holanda. El plan alemán era que el Grupo de Ejércitos B (al que pertenecía la 9.ª División y que estaba al mando de Fedor von Bock) atacara Holanda y Bélgica para obligar a los aliados a desplazar hacia allí sus mejores fuerzas y dejar desprotegido el sector de las Ardenas, donde se efectuaría el ataque principal.
Al respecto leemos:

“El éxito de Von Bock dependía mucho de la actuación de la 9.ª División Panzer del general Ritter von Hubicki, reclutada en Austria. Irónicamente, era la más débil de todas las divisiones Panzer (…); con todo, se esperaba que avanzase a través de Holanda y socorriese a las tropas paracaidistas alemanas que tomarían el puente de Moerdijk, sobre el Mosa, antes de que pudiese llegar allí el 1.er Ejército francés, que se acercaba desde el sur (…). Aunque eclipsada por los acontecimientos en otros lugares, la proeza de la división fue asombrosa.”

Ciertamente era la más débil, ya que contaba con 153 tanques, mientras que la división más poderosa (la 3.ª Panzer) tenía 341. Para completar el panorama, la mayoría de sus tanques eran los modelos ligeros Panzer I y Panzer II.

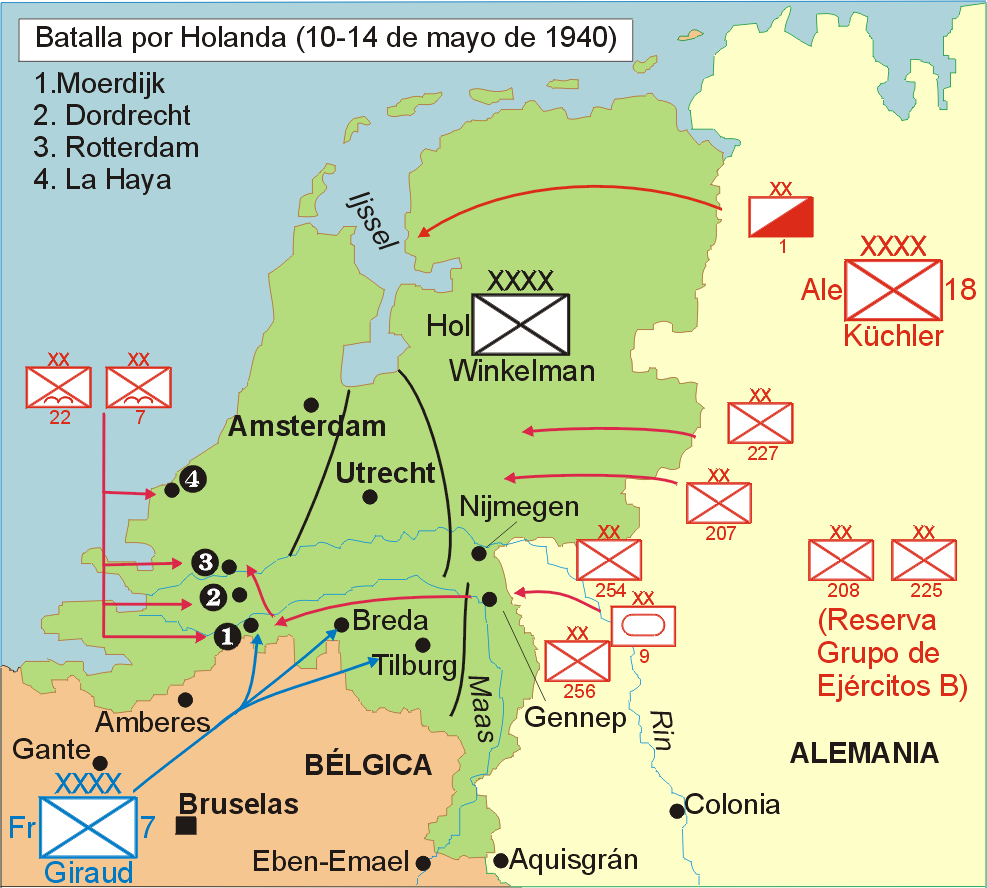
Campaña de la 9.ª División Panzer en Holanda.

La División esperó a que unidades de infantería abrieran el ataque, según el plan, y el 11 de mayo atacó territorio holandés, cruzando el Mosa en la zona de Gennep. Ese mismo día tropas francesas avanzaron y trabaron combate con las avanzadas alemanas en la zona de Breda y Tilburg. Un intento francés de llegar a Moerdijk fracasó debido a la resistencia de los paracaidistas alemanes, y ese mismo día llegó al lugar la 9.ª División Panzer para consolidar la conquista.
Mientras parte de sus elementos combatían contra los franceses hacia el sur, Hubicki dirigió al resto de sus fuerzas hacia Dordrecht, adonde llegó al día siguiente para alivio de los paracaidistas que habían ocupado los puentes y repelido varios contraataques holandeses. En el sur, la 9.ª Panzer derrotó a los franceses y los hizo retroceder hacia Amberes.
El 14 de mayo Hubicki saludó al general Student, jefe de los paracaidistas, en las proximidades de Róterdam y se dispuso a colaborar en el ataque a la ciudad, aunque los defensores se rindieron tras sufrir un bombardeo de la Luftwaffe.
De esta manera la 9.ª Panzer aisló a los defensores holandeses de sus aliados, y contribuyó enormemente al plan alemán. Holanda capituló el 14 de mayo.

### Bélgica y Francia
Tras la caída de Holanda, la 9.ª División Panzer junto al resto de las unidades del 18.ª Ejército, fue empleada en las operaciones en Bélgica, en la línea Amberes-Bruselas-Arras y luego en Dunkerke. Integró el “Panzergruppe Kleist” en el ataque final a Francia y colaboró eficazmente a romper las defensas del general Weygand en una rápida penetración que la llevó a Lyon, donde se detuvo al establecerse el cese del fuego. Fue la División Panzer que más distancia cubrió durante la campaña.

### Balcanes
A comienzos de 1941 fue enviada a Rumania. Se integró al 12.º Ejército de List, cuyo objetivo era invadir Grecia y Yugoslavia. La 9.ª División Panzer de Hubicki formó parte del 40.º Cuerpo de Ejército Panzer y fue la primera en entrar en acción el 6 de abril, atacando en dirección a Skopje. Tras cuarenta y ocho horas de combate, ocupó esta ciudad y estableció una cabecera de puente sobre el río Vardar, girando luego hacia el sur y ocupando Bitola el 9 de abril. Con esta acción la División impidió que yugoslavos y griegos (apoyados por tropas inglesas) formaran un frente común y pudieran prestarse ayuda mutuamente.

### Operación Barbarroja
Tras la campaña balcánica, la división de Hubicki fue trasladada a Rumania con vistas a la invasión de la URSS. En junio de 1941 penetró en Ucrania y combatió en Níkopol y Dniepropetrovsk. Formó la vanguardia del 1.er Grupo Panzer de Kleist y como tal ayudó a cercar gran número de tropas rusas en la bolsa de Kiev, las cuales se rindieron el 15 de septiembre. Participó en el avance hacia Moscú y luchó en Briansk y Kursk. Enfrentó la contraofensiva rusa del invierno en el sector sur del frente. Permaneció luchando en esa región durante todo 1942 y parte de 1943, hasta que fue enviada a Francia para reponer las pérdidas sufridas. En 1943 recibió tanques pzkw VI “Tiger”.

### Kursk

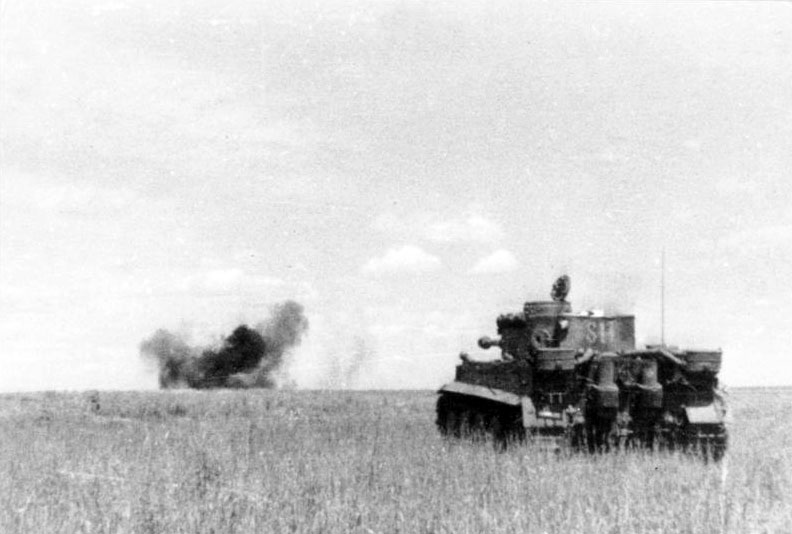
Tiger I en acción durante la batalla de Kursk.

La división regresó al Frente del Este y quedó integrada en el 9.º Ejército (mariscal Model). Bajo el mando de su nuevo jefe, el general Walter Scheller, participó en la Operación Ciudadela (ataque al saliente de Kursk), que comenzó el 5 de julio de 1943. Combatió en el sector norte del saliente, en las batallas por Olkovatka, Ponyri y Teploye, sufriendo grandes pérdidas de material y muchas bajas, incluyendo la de Scheller, que resultó herido.
Tras perder 400 tanques, Hitler ordenó cancelar la ofensiva, pero casi enseguida los soviéticos desencadenaron su contraofensiva y la 9.ª División Panzer se mantuvo luchando para proteger la retirada alemana. Combatió en los Grupos de Ejércitos Centro y Sur. Para enero de 1944 se encontraba combatiendo en la línea del Dnieper y tenía apenas trece tanques.

### Sur de Francia
A raíz de su calamitoso estado, la división fue enviada al sur de Francia para ser reequipada. A tal fin absorbió algunas unidades blindadas de reserva y recibió material diverso, desde viejos Pzkw III hasta cañones de asalto y Pzkw V Panther. En el mes de agosto se encontraba en la zona de Marsella cuando los Aliados desembarcaron en el sur de Francia (Operación Dragoon) como complemento al desembarco en Normandía. La 9.ª División ayudó a cubrir la retirada hacia el norte de las fuerzas alemanas ubicadas en la región de Provenza.

### Normandía
A comienzos de agosto fue enviada a Normandía, encuadrada en el 7.º Ejército alemán, y luchó en torno a Falaise. Los Aliados habían logrado empujar hacia el oeste a los defensores alemanes y cercaron a muchos de ellos en la llamada Bolsa de Falaise. La 9.ª División Panzer logró escapar del cerco pero con graves perdidas. Con tan solo cinco tanques en estado operativo, cruzó el Sena en retirada, luchó en los suburbios de París y estableció posiciones defensivas en el Marne. Al finalizar agosto de ese año se encontraba en Bélgica, muy disminuida, al punto que algunas fuentes describen así su estado:

“(...) su tamaño era el equivalente a una compañía y no tenía tanques o cañones en estado operativo”.

Se mantuvo en las fronteras occidentales de Alemania, combatiendo en la Línea Sigfrido y el sector de Aquisgrán.

### Ardenas y frontera de Alemania

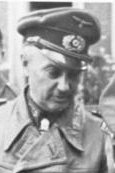
Mariscal Walther Model. Comandante del Grupo de Ejércitos B que fue cercado en el Ruhr.

A fines de septiembre de 1944 los efectivos de la división eran:
- 6 tanques (de un teórico de 134)
- 30 piezas de artillería (de un teórico de 110)
- 1926 hombres (de un teórico de 6325)

Reequipada con hombres y material, permaneció en la línea del frente, sector de Aquisgrán, donde se enfrentó a la 2.ª División de Infantería del Ejército de los Estados Unidos.
Participó en la contraofensiva alemana de las Ardenas, aunque no en la primera ola de asalto, y combatió en dirección al río Our. Sufrió fuertes perdidas y se retiró a la zona de Eifel; allí combatió contra los norteamericanos cuando estos iniciaron su avance hacia el Rin en febrero (Operación Grenade). A comienzos de marzo de 1945 se encontraba en el sector de Colonia, en la orilla del Rin.

### La bolsa del Ruhr

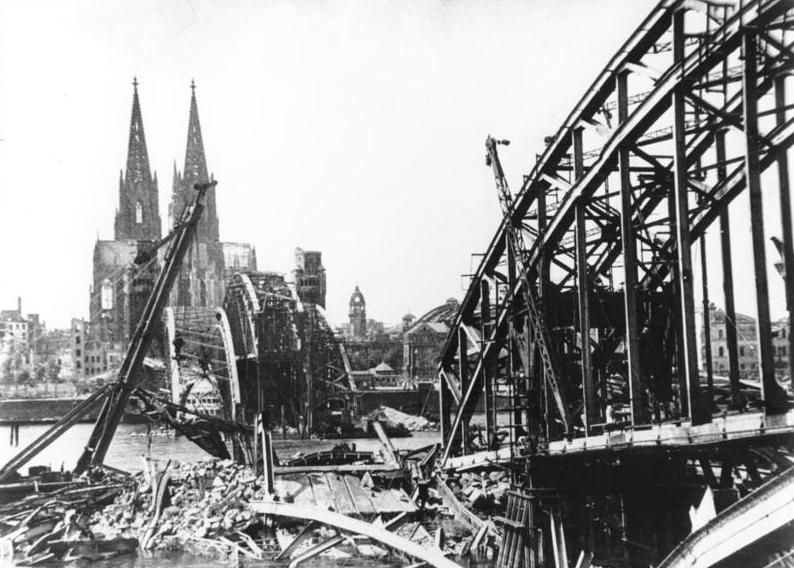
La ciudad de Colonia tras la batalla. En primer plano, el puente Hohenzollern. Al fondo, la catedral, muy dañada pero con su estructura intacta.

El 1 de marzo de 1945 los norteamericanos lanzaron un gran ataque con el objetivo de apoderarse de toda la orilla occidental del Rin desde Colonia hasta Coblenza. El 6 de marzo la 9.ª División Panzer que defendía Colonia fue atacada por dos divisiones norteamericanas y dislocada, muriendo su jefe, el mayor general Harald Gustav von Elverfeldt. Al respecto dice una fuente:

(…) la 9.ª División Panzer, que había sido durante meses una espina en el costado del ejército de Estados Unidos en ese sector, fue finalmente aplastada en los combates por Colonia, muriendo su comandante.”

Para el 7 de marzo los estadounidenses controlaban toda la zona de Colonia al oeste del Rin, pero los restos de la 9.ª División Panzer y otras fuerzas alemanas lograron cruzar a la orilla opuesta y los puentes fueron destruidos para que no pudieran cruzar los atacantes.

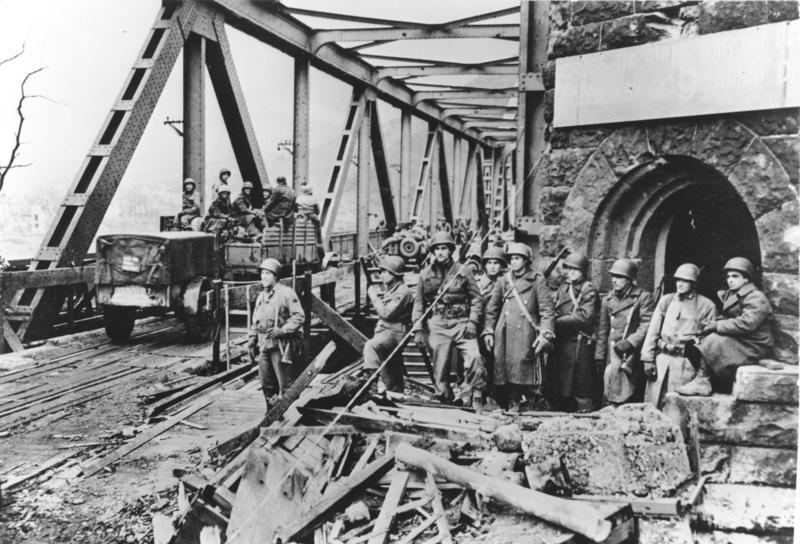
El puente Ludendorff, también conocido como puente de Remagen. La 9.ª División Panzer fracasó en sus contraataques para recuperarlo.

La 9.ª Panzer, reducida a 600 hombres y 15 tanques, fue integrada en el 53.ª Cuerpo de Fritz Bayerlein y llevada al sector de Remagen, donde los norteamericanos habían capturado intacto el puente Ludendorff. Para el 10 de marzo la 9.ª y la 11.ª División Panzer estaban luchando por reducir la cabeza de puente, pero sin éxito.
El 25 de marzo los Aliados comenzaron la ruptura desde la cabeza de puente de Remagen. La 9.ª División Panzer, que contaba con apenas 37 tanques y cañones de asalto, se enfrentó a dos divisiones norteamericanas pero fue rechazada. Los Aliados lograron unir sus pinzas el 1.º de abril y cercar en la llamada "Bolsa del Ruhr"Ruhr a numerosas pero debilitadas fuerzas alemanas, entre ellas la 9.ª División Panzer.
Los Aliados consiguieron poco a poco reducir a las fuerzas cercadas y toda resistencia cesó el 21 de abril. Sin embargo, varios pequeños grupos de soldados alemanes lograron evadir el cerco y replegarse hacia el oeste. Un pequeño grupo de hombres de la 9.ª División Panzer logró reunirse con elementos del 11.º Ejército alemán en la zona de las montañas Harz.
El 26 de abril de 1945 el OB West disolvió formalmente la 9.ª División Panzer y ordenó que los supervivientes pasaran a formar parte de unidades diversas dentro del 11.º Ejército.

## Equipamiento
Mientras que otras divisiones acorazadas del Heer tenían dos regimientos de tanques, la 9.ª División solamente tenía uno, el 33 Panzer-Regiment. Durante la campaña de los Países Bajos y Francia la 9.ª División Panzer, al igual que la mayoría, estuvo equipada principalmente con tanques ligeros Panzer I y II. Solamente la cuarta parte de su material era de los modelos más potentes III y IV.
La experiencia de combate contra los aliados occidentales, y sobre todo la invasión a la URSS, motivó que poco a poco los tanques ligeros fueran reemplazados por modelos más poderosos. El 33 Panzer-Regiment recibió tanques Tiger en 1943, y un año después se añadió a la 9.ª División un batallón blindado equipado con el nuevo modelo “Panther”. La carestía alemana de blindados hizo que, de los tanques enviados a la 9.ª División Panzer en 1944, solo 15 fueran “Panther”; lo demás fueron Panzer IV (74 unidades), Panzer III ya obsoletos, 20 cañones de asalto y otros 200 vehículos con menor blindaje.
Durante la guerra, y debido a sus elevadas pérdidas, la 9.ª División Panzer debió absorber otras unidades, como fue el caso de la 155.ª División Panzer de Reserva (mayo de 1944) y la 105.ª Brigada Panzer (octubre de 1944) y el 506.º Batallón Panzer. Tras la retirada desde Francia recibió bastantes vehículos blindados pero pocos tanques, y durante las batallas en la frontera francoalemana la división combatió con Panzer IV, Panther y Tiger, apoyados por cañones de asalto.

## Orden de batalla
La 9.ª División, al igual que las demás unidades alemanas durante la guerra, sufrió varios cambios en su plantilla, lo cual podemos ver en estos dos períodos:

### 1940 (campaña de los Países Bajos y Francia)
- Panzer-Regiment 33
- Schützen Brigade 9
- Schützen-Regiment 10
- Schützen-Regiment 11
- Schwere-Infanterie-Geschütz-Kompanie 701
- Artillerie-Regiment 102
- Aufklärungs-Regiment 9 (reconocimiento con blindados) x
- Panzerjäger-Abteilung 50 (cazatanques)
- Pionier-Bataillon 86 (ingenieros)
- Nachrichten-Abteilung 85 (señales)
- Versorgungstruppen 60 (servicios, intendencia)

### 1943 (Frente del Este)
- Panzer-Regiment 33 (Panzer-Regiment "Prinz Eugen")
- Panzer-Grenadier-Regiment 10
- Panzer-Grenadier-Regiment 11
- Panzer-Artillerie-Regiment 102
- Panzer-Aufklärungs-Abteilung 9
- Heeres-Flak-Artillerie-Abteilung 287
- Panzerjäger-Abteilung 50
- Panzer-Pionier-Bataillon 86
- Panzer-Nachrichten-Abteilung 85
- Panzer-Versorgungstruppen 60

## Comandantes
- Generalleutnant Alfred Ritter von Hubicki: desde su creación al 14 de abril de 1942
- Generalleutnant Johannes Baeßler: del 15 de abril de 1942 al 26 de julio de 1942
- Generalmajor Heinrich-Hermann von Hülsen: del 27 de julio de 1942 al 3 de agosto de 1942:
- Generalleutnant Walter Scheller: del 4 de agosto de 1942 al 21 de julio de 1943 (herido en combate al frente de la división)
- Generalleutnant Erwin Jollasse: del 22 de julio de 1943 al 20 de octubre de 1943 (herido en combate al frente de la división)
- Generalmajor Johannes Schulz: del 20 de octubre de 1943 al 27 de noviembre de 1943 (muerto en combate al frente de la división)
- Oberst Max Sperling: del 27 de noviembre de 1943 al 28 de noviembre de 1943
- Generalleutnant Erwin Jollasse: del 28 de noviembre de 1943 al 10 de agosto de 1944 (nuevamente herido en combate al frente de la división)
- Oberst Max Sperling: del 10 de agosto de 1944 al 2 de septiembre de 1944
- Generalmajor Gerhard Müller: del 3 de septiembre de 1944 al 16 de septiembre de 1944
- Generalleutnant Harald Freiherr von Elverfeldt: del 16 de septiembre de 1944 al 28 de diciembre de 1944
- Generalmajor Friedrich Wilhelm von Mellenthin: Del 28 de diciembre de 1944 a febrero de 1945
- Generalleutnant Harald Freiherr von Elverfeldt: de febrero de 1945 al 6 de marzo de 1945 (muerto en combate al frente de la división)
- Oberst Helmut Zollenkopf: del 6 de marzo de 1945 hasta su disolución